# Braunschweiger Pfaffenkrieg
Der Braunschweiger Pfaffenkrieg, auch Braunschweiger Papenkrieg genannt, bezeichnet eine nicht-kriegerische innerstädtische Auseinandersetzung zwischen dem Gemeinen Rat der Stadt Braunschweig und den drei großen Kirchen der Stadt, dem Blasius- und dem St. Cyriakus-Stift sowie dem Kloster St. Aegidien in den Jahren von 1413 bis 1420 um die Besetzung einer Pfarrstelle.

## Auslöser und Beteiligte
Der Auslöser des Streites war die Neubesetzung einer im Jahre 1413 an St. Ulrici frei gewordenen Pfarrstelle. Das Blasiusstift, das bisher das Besetzungsrecht innegehabt hatte, besetzte die Stelle mit Johann Monstede, einem seiner Diakone. Dieser wiederum beauftragte, wie damals in der Stadt üblich, einen anderen Geistlichen mit der Ausübung des Amtes. Darüber erbost, verlangte die Ulrici-Gemeinde die Einsetzung eines anderen Pfarrers, namens Heinrich Herbodes, ebenfalls Vikar an St. Blasii. Da keine Einigung erzielt werden konnte, brachten beide Kontrahenten die Angelegenheit vor das päpstliche Gericht in Rom, das zu Gunsten Herbodes entschied. Monstede musste die Position räumen und der Gemeine Rat stimmte der Einsetzung Herbodes zu. Das Blasiusstift ließ daraufhin die Kirche schließen, verweigerte die Herausgabe der Schlüssel und wandte sich Hilfe suchend an das Bistum Hildesheim. Dieses wiederum beauftragte Johann Ember, Pfarrer der Andreaskirche mit der Ausübung des Amtes.

### Eskalation
Ember stellte sich offen gegen den Rat der Stadt und vertrat die Interessen der Stifte St. Blasius, St. Cyriakus und des Aegidienklosters, was sehr schnell zu erheblichen Anfeindungen führte, die darin gipfelten, dass ein Archidiakon des Erzbistums Mainz, zu dessen Sprengel das Bistum Hildesheim gehörte, schließlich öffentlich und namens des Papstes den Bann über das Stiftskapitel, den Dechanten von St. Cyriakus und Johann Ember aussprach. Dieser Bann über die Pfarrer bzw. Geistlichen erstreckte sich auch auf deren gesamte Gemeinden, sodass in deren Kirchen nun kein Gottesdienst mehr abgehalten werden konnte und sie z. T. über mehrere Jahre hinweg leer standen. Gottesdienste fanden in dieser Zeit nur noch in sehr wenigen Kirchen, so z. B. in der Katharinen- und der Michaeliskirche, sowie in einigen Klöstern und Kapellen statt.
Daraufhin eskalierte der Streit: Das Domstift sandte Schreiben an alle welfischen Fürsten sowie an die Domkapitel Halberstadt, Hildesheim und Magdeburg mit der Bitte um Hilfe in der Angelegenheit. In der Folge führte dies bei zahlreichen kirchlichen Festen in Braunschweig dazu, dass sich die streitenden Parteien gegenseitig behinderten oder boykottierten, auch blieben aufgrund der verhärteten Fronten mehrere Schlichtungsversuche seitens der Herzöge Bernhard und Otto zunächst ohne Erfolg. Die gegenseitigen Anfeindungen führten nun auch zu Tätlichkeiten, sodass sich verschiedene Geistliche, unter ihnen der Pfarrer der Martinikirche sowie Johann Ember noch im Jahre 1413, zu ihrer eigenen Sicherheit gezwungen sahen, aus der Stadt zu fliehen. Im Gegenzug ließen auch sie einen Bann gegen den Rat der Stadt aussprechen. 1414 wandte sich das Domkapitel mit einem Hilfeersuchen schließlich an Papst Johannes XXIII., was zu einer weiteren Verschärfung der widerstreitenden Standpunkte führte.
Die jahrelangen Streitigkeiten zehrten auch erheblich an den finanziellen Mitteln beider Seiten, da man sich gegenseitig der Einnahmequellen beraubte, um die eigenen Kosten decken zu können.

### Schulstreit
Während des Streites um die Besetzung der Pfarrstelle an St. Ulrici, ergab sich im Jahre 1414 ein weiterer Streitpunkt: Die Errichtung von Lateinschulen durch den Rat der Stadt, woraus sich der Braunschweiger Schulstreit entwickelte. Vormals war es das Recht der Geistlichkeit gewesen, Lateinschulen zu eröffnen und zu führen. Dem Rat genügte dies jedoch angesichts der wachsenden politischen und wirtschaftlichen Bedeutung der Stadt nicht mehr. Er wollte die Herauslösung der Schulen aus der Einflusssphäre des Klerus, um so eine zeitgemäßere Ausbildung mit neuen Inhalten gewährleisten zu können, die der Stellung der Hansestadt gerecht wurde.
Der Streit entzündete sich zunächst an der beabsichtigten Gründung zweier neuer Schulen – dem „Martineum“ und dem „Katharineum“, deren Errichtung der Rat in den Weichbilden Altstadt und Hagen im selben Jahr beschloss. Allerdings bedurfte es noch der päpstlichen Bestätigung, weshalb sich der Braunschweiger Bürgermeister Fricke van Twedorp, als Abgesandter des Rats, im Herbst des Jahres 1414 zum Konzil zu Konstanz, dem damaligen Mittelpunkt der christlichen Welt, aufmachte.
Die Gründung der Schulen wurde dort von Papst Johannes XXIII. im Februar 1415 erlaubt, woraufhin sich das Domkapitel zusammen mit anderen zunächst an den Kaiser und schließlich ebenfalls nach Rom wandte. Sehr bald wurde auch Johannes XXIII. zum Gegenpapst erklärt, womit auch die von Fricke van Twedorp nach Braunschweig geholte Urkunde ungültig wurde. Der nun folgende Papst Martin V. entschied daraufhin im Sinne des Kapitels und verurteilte den Rat. Doch am 16. September 1419 wandelte der Papst diesen Spruch in einen zu Gunsten der Schulgründungen und im Interesse des Rates um. Das jetzt ausgestellte Privileg stellt inhaltlich eine Wiederholung der von Fricke van Twedorp heimgeholten Urkunde aus dem Jahr 1415, mithin deren Bestätigung dar. Insofern konnte man in Braunschweig im Jahr 2015 auf eine nun 600-jährige Tradition dieser mit Abstand ältesten städtischen Schule Braunschweigs sowie um eine der ältesten in Niedersachsen zurückblicken.

## Einigung und Beilegung
Nach acht Jahren des Streitens waren die Parteien finanziell am Ende und infolgedessen zur Beilegung bereit. So konnte der Braunschweiger Pfaffenkrieg schließlich am 24. Februar 1420 durch einen Schiedsspruch Herzog Bernhards beendet werden. Der Spruch enthielt einen Vergleich: Herzog Bernhard, „Herr des Landes zu Braunschweig und Wolfenbüttel“, erhielt das Patronat über die Ulrici-Kirche, das Blasiusstift erhielt im Gegenzug die Kapelle zu Stecklenburg und der Rat der Stadt Braunschweig das Recht zur Errichtung der beiden Lateinschulen „Martineum“ (in der Jakobstraße) und „Katharineum“ (An der Katharinenkirche 6) sowie das Recht der Einrichtung von Schreibschulen. 1866 entstand aus den beiden Lateinschulen durch Zusammenlegung das noch heute existierende Gymnasium Martino-Katharineum.